# Regeringen Carlsson II
Regeringen Carlsson II var Sveriges regering fra den 27. februar 1990 og til den 4. oktober 1991. Det var en socialdemokratisk mindretalsregering.

## Regeringens dannelse
I februar 1990 trådte Regeringen Carlsson I tilbage, efter at den havde tabt en afstemning i Riksdagen. Carl Bildt (Moderaterne) forsøgte forgæves at danne en borgerlig regering. Derefter blev Regeringen Carlsson II udnævnt.

## Regeringens afgang
Ved rigdagsvalget den 15. september 1991 fik de fire partier, der støttede Carl Bildt 170 mandater, mens de to partier (Socialdemokraterne og Vänsterpartiet), der støttede Ingvar Carlsson fik 154 mandater. Partiet Ny Demokrati med 25 mandater stod udenfor blokkene.
De første regeringsforhandlinger blev ført mellem Moderaterne og Folkpartiet. Derefter blev Centerpartiet og Kristdemokratiska samhällspartiet inddraget.
Forhandlingerne endte med, at Regeringen Carl Bildt afløste Regeringen Carlsson II den 4. oktober 1991.

## Ministre
- Ingvar Carlsson var statsminister.
- Senere udenrigsminister Laila Freivalds var justitsminister.
- Senere partileder Mona Sahlin var arbejdsmarkedsminister.

## Viceministre
- Senere statsminister Göran Persson var skoleminister (viceuddannelsesminister)
- Senere EU-kommissær, nuværende udenrigsminister Margot Wallström var vicecivilminister (forbruger-, kirke- og ungdomsminister).